# Initiative Media
Initiative ist eine 1986 gegründete Mediaagentur und ist eine Marke der Interpublic Group of Companies (IPG).  Am Unternehmenssitz in Hamburg sind knapp 330 Mitarbeiter tätig. Die Agentur ist mit 2800 Mitarbeitern weltweit in 85 Märkten aktiv. Die Agentur war 2018 (gemäß RECMA Ranking) auf Platz 9 der größten Mediaagenturen Deutschlands. Zu den wichtigsten Unternehmensbereichen zählen die Digital Services.

## Dienstleistungen
- Marketing- und Kommunikationsberatung
- Strategische Beratung, Planung und Einkauf von klassischen, regionalen und digitalen Medien inklusive Search, Mobile und Social Media
- Kreative Sonderwerbeformate, Media-Innovationen, Branded Content, Sponsoring und Produktplatzierung
- Medien-/Konsumentenforschung, Werbeerfolgskontrolle und ROI-Optimierung

## Auszeichnungen
- 2018: Neptun Award – Best Use of Mobile für die Kampagne „Epic Summer Road to Boateng“[2]
- 2016: PlakaDiva – Goldene PlakaDiva für beste Mediastrategie[3]
- 2012: Deutscher Mediapreis – Beste Media-Idee Hörfunk[4]
- 2011: Silver Cannes Lion,[5] Video: Equipping the Most Exposed
- 2011: Bronze Effie Award[6]